# بوماج

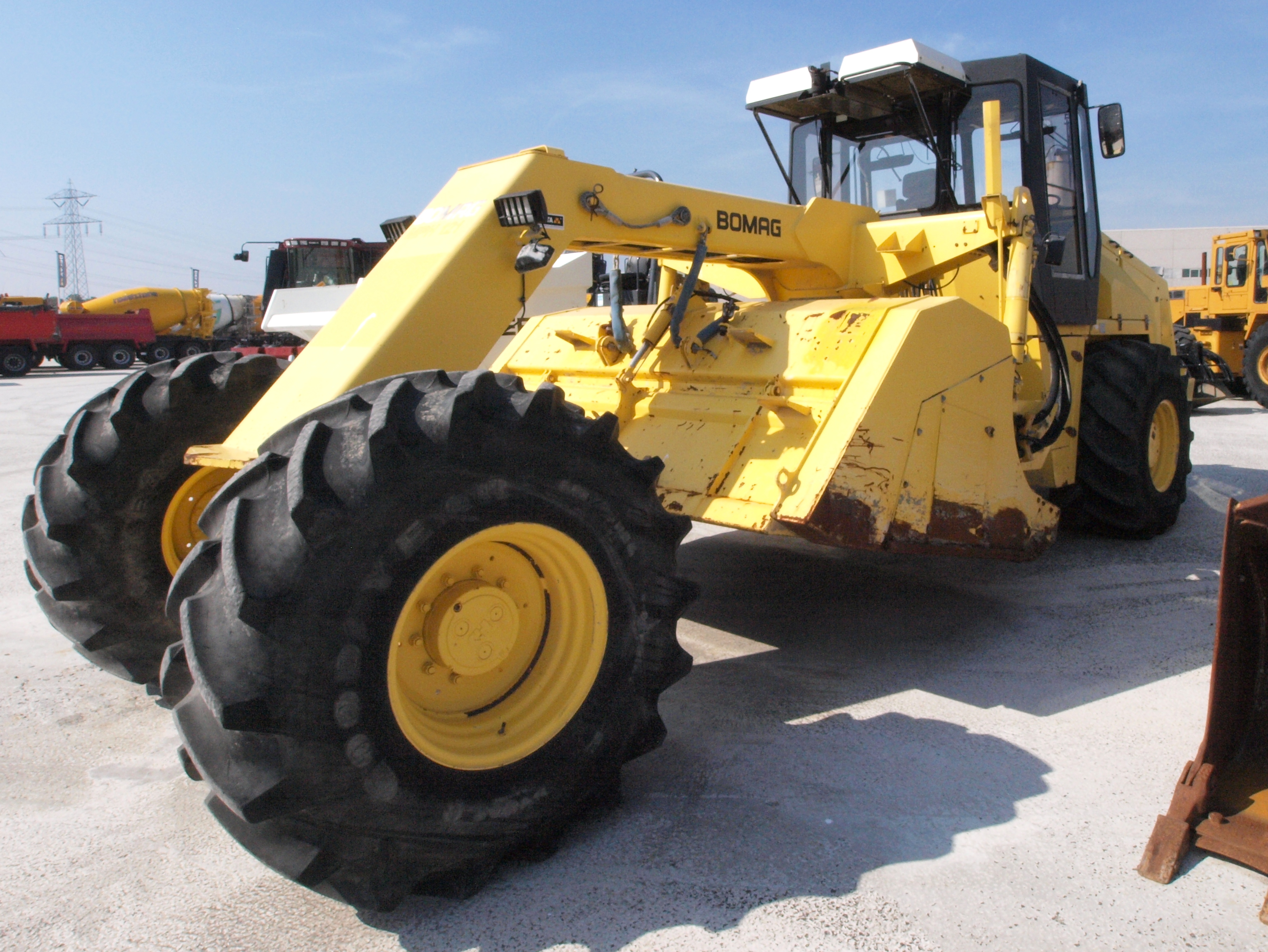
بوماج إم بي إتش 121

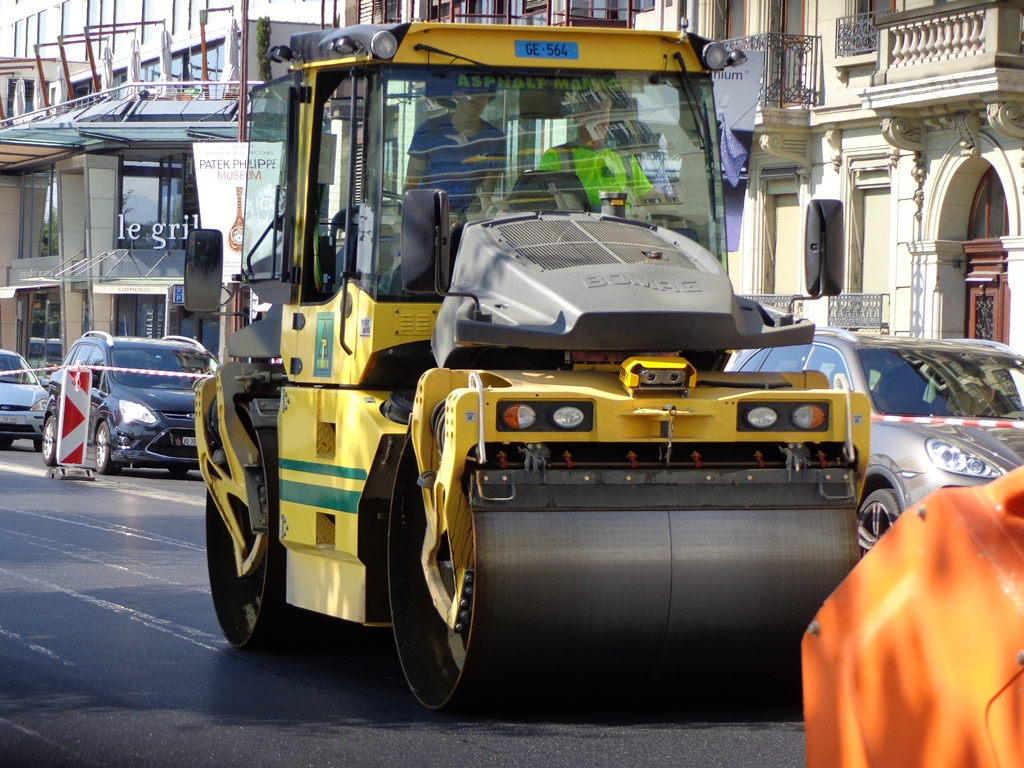
بوماج كومباكتور

شركة بوبارد للهندسة الميكانيكية (بالألمانية: Bopparder Maschinenbau-Gesellschaft mbH)‏ المعروفة بالاختصار بوماج، هي شركة ألمانية رائدة في السوق العالمية في مجال تكنولوجيا الضغط وتصنع معدات ضغط التربة والأسفلت، فضلاً عن المثبتات وأجهزة إعادة التدوير. في عام 2005، استحوذت مجموعة فيات على بوماج.

## تاريخ الشركة
تأسست شركة بوماج في عام 1957 على يد كارل هاينز شوامبورن في بوبارد.  في نفس العام طور تصميمًا جديدًا لتقنية الضغط لنموذج أسطوانة اهتزازية مزدوجة بمحرك بأسطوانة كاملة. 
في عام 1962 تم إطلاق أول أسطوانة اهتزازية مزدوجة 7t في العالم. تم افتتاح أول مكتب فرعي في الخارج في عام 1961 في النمسا، تلاه فروع في الصين والولايات المتحدة الأمريكية وفرنسا وإيطاليا وبريطانيا العظمى وكندا واليابان والمجر حتى عام 2002.
في عام 197 ، باع شوامبورن الشركة إلى شركة كوهرينغ الأمريكية. 
لم يعد الموقع الأصلي في بوبارد مناسبًا، لذلك انتقلت الشركة في عام 1969 إلى منطقة هيلرفالد الصناعية في منطقة بوخهولز حيث لا تزال موجودة حتى اليوم.  تم إضافة مركز أبحاث بعد سبع سنوات. في عام 1982 تم توسيع موقع عمليات الإنتاج وهندسة الصلب لتصل إلي 7000 بمتر مربع. بعد أربع سنوات، تم إضافة 10000 متر مربع أخرى لتطوير وتجميع واختبار وطلاء الآلات الثقيلة. تم إنشاء معمل طلاء في عام 1997، وتوسع الموقع مرة أخرى بمقدار 9000 متر مربع في عام 1998.
باعت كوهرينغ حصتها في بوماج في عام 2001 إلى شركة إس بي إكس الأمريكية،  والتي بدورها باعت الشركة مرة أخرى في عام 2005 إلى مجموعة الشركات الفرنسية فيات.  في يوليو 2009، تخلت بوماج عن 320 وظيفة في جميع أنحاء العالم، 160 منها في بوبارد.

## المواقع
| البرازيل         | كاشويرينها         | مصنع تجميع                                          |
| الصين            | تشانغتشو           | إنتاج ضواغط ثقيلة وبكرات ترادفية ثقيلة للسوق الصيني |
| الصين            | هونغ كونغ          | توزيع                                               |
| المانيا          | بوبارد             | مقر أكبر مركز بحث وتطوير في العالم لتكنولوجيا الضغط |
| فرنسا            | باريس              | توزيع                                               |
| المملكة المتحدة  | كنت                | توزيع                                               |
| إيطاليا          | ألفونسيني          | منتجات رصف الطرق                                    |
| كندا             | أونتاريو           | توزيع                                               |
| النمسا           | فيينا              | توزيع                                               |
| بولندا           | وارسو              | توزيع                                               |
| روسيا            | خيمكي              | توزيع                                               |
| سنغافورة         | سنغافورة           | توزيع                                               |
| الولايات المتحدة | كارولاينا الجنوبية | مركز الخدمة ومصنع التجميع ومستودع قطع الغيار        |

## روابط خارجية
- الموقع الرسمي